# Apocheiridium validum
Apocheiridium validum es una especie de arácnido del orden Pseudoscorpionida de la familia Cheiridiidae.

## Distribución geográfica
Se encuentra en Nueva Zelanda.